# 米尔德巴雷兹
米尔德巴雷兹（法語：Mur-de-Barrez，發音：[myʁ də baʁɛs]）是法国阿韦龙省的一个市镇，属于罗德兹区。

## 地理
米尔德巴雷兹（44°50'32"N, 2°39'42"E）面积20.18 平方千米，位于法国奧克西塔尼大區阿韦龙省，该省份为法国南部内陆省份，位于法國中央高原南部，北起顺时针与康塔爾省、洛泽尔省、加尔省、埃罗省、塔恩省、塔恩-加龙省和洛特省接壤。
与米尔德巴雷兹接壤的市镇（或旧市镇、城区）包括：布罗马、托萨克、泰龙代尔、佩耶罗尔、罗亚克。
米尔德巴雷兹的时区为UTC+01:00、UTC+02:00（夏令时）。

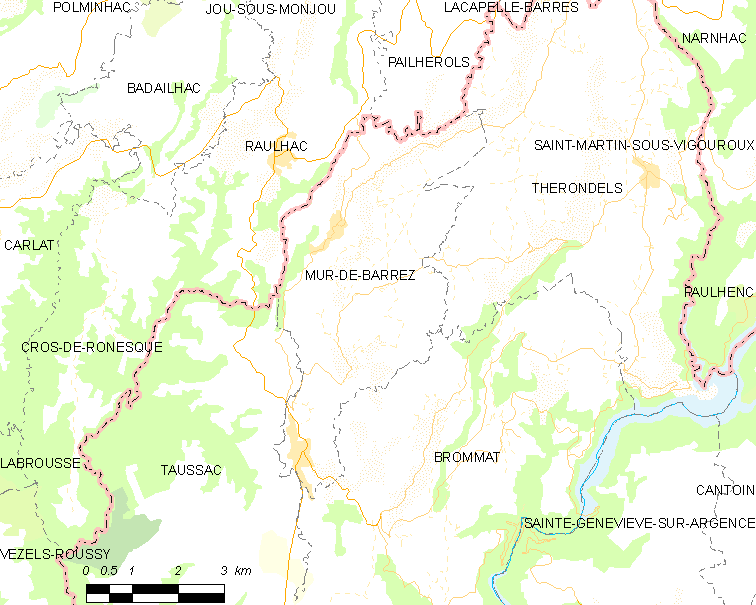
米尔德巴雷兹的OSM定位图

## 行政
米尔德巴雷兹的邮政编码为12600，INSEE市镇编码为12164。

## 政治
米尔德巴雷兹所属的省级选区为欧布拉克-卡尔拉代斯县。

## 人口

1962-2008年间米尔德巴雷兹人口变化图示

米尔德巴雷兹于2022年1月1日时的人口数量为685人。